# Чегодаев, Андрей Дмитриевич
Андре́й Дми́триевич Чегода́ев (25 февраля [10 марта] 1905, Саратов — 8 апреля 1994, Москва) — советский и российский историк искусства, художественный критик, музейный работник, педагог, доктор искусствоведения. Специалист в области русского и западного искусства Нового времени, коллекционер.

## Биография
Происходит из старинного дворянского рода князей Чегодаевых. Родился в семье известного ученого-химика и государственного деятеля князя Дмитрия Николаевича и Юлии Николаевны (урождённой Матявиной-Пиньятелли) Чегодаевых.
В 1922 году поступил на физико-математический факультет МГУ, а в 1925 году — на отделение теории и истории искусства, которое окончил в 1929 году.
В 1923—1926 годах — научный сотрудник музея Л. Н. Толстого.
С 1927 по 1941 год — научный сотрудник, учёный секретарь, заведующий Гравюрным кабинетом ГМИИ им. А. С. Пушкина.
С 1936 по 1941 год — художественный редактор издательства «Детская литература».
С 1939 по 1969 год — преподавал в Московском художественном институте имени В. И. Сурикова, профессор.
В начале Великой Отечественной войны вместе со своими студентами добровольцем вступил в Московское народное ополчение (Ленинградского района). Находясь в рядах 18-й стрелковой дивизии, под Вязьмой попал в окружение. Воевал на Резервном и 1-м Украинском фронтах, участник Битвы за Москву и Штурма Берлина. С 1944 по 1945 год — возглавлял трофейную комиссию по спасению, сбору и вывозу из Германии наиболее ценных произведений искусства.
С 1945 по 1950 год — главный хранитель особого фонда ГМИИ имени А. С. Пушкина (картины и скульптуры из собрания Дрезденской галереи).
С 1948 по 1957 год — научный сотрудник Института теории и истории изобразительных искусств Академии Художеств СССР, где в 1952 году защитил диссертацию на соискание учёной степени кандидата искусствоведческих наук по теме «Творчество Д. А. Шмаринова и основные вопросы современной советской книжной графики».
С 1957 по 1994 год — заведующий сектором классического искусства запада Института теории искусств Академии Наук СССР (ныне ВНИИ искусствознания).
Автор более тридцати книг и трехсот статей по вопросам истории классического искусства, современного искусства Западной Европы, Америки и России.
Похоронен в Москве на Востряковском кладбище.

## Семья
А. Д. Чегодаев был мужем советского историка искусств Н. М. Гершензон-Чегодаевой (1907—1977), зятем российского литературоведа, философа, публициста и переводчика М. О. Гершензона (1869—1925), отцом российского искусствоведа, академика РАХ М. А. Чегодаевой (1931—2016) и дедом политического и государственного деятеля Д. А. Чегодаева (род. 1965).

## «Культура — А» и «культура — Б»
В статьях «Легенда о бароне Гро», «Величие и падение Пьера Грассу», «Джон Констебль в мире героев Диккенса (1978) и в своей последней книге „Наследники мятежной вольности“ (1989) А. Чегодаев выдвинул теорию о двух параллельно существующих культурах. Первая „культура — А“ это магистральная линия мировой культуры. Вторая — „культура Б“ — утилитарная, господствующая в своё время.

Отличительной особенностью „культуры — А“ является:
- Постоянный творческий поиск, эксперимент — и, как следствие, регулярная смена стилей, направлений и художественных школ;
- Выражение образа мысли художника, его интересов и взглядов;
- Универсальность. „Культура — А“ может быть и новаторской и консервативной, авангардной и классической. Она живой организм, зависящий от творческих принципов художника (его профессиональной зрелости, образовательного ценза, мировоззрения, личных особенностей характера, способности к сопереживанию и пониманию).

Отличительной особенностью „культуры — Б“ является:
- Творческая безликость, „не любопытность“ и „не чувствительность“;
- Выражение образа мысли, интересов, взглядов и вкусов заказчика.
- Нейтральность. Способность мимикрировать, формально принимая на себя художественную манеру, модную в данный конкретный момент.

Главной задачей культуры — Б» является «продаваемость», по этому она не выражает интересов какого-то социального слоя или группы, а только следует господствующей идеологии, являясь её верным пропагандистом. Любой идеологии, от крайнего национализма до глобальной толерантности. Типичным представителем «культуры — Б» А. Д. Чегодаев считал социалистический реализм, дав ему следующее, ставшее крылатым, определение:

«Соцреализм — это прославление партии и правительства средствами доступными их пониманию».

### Основные труды
Европейское и американское искусств
- Всеобщая история искусств, 1956
- Искусство США, М., Искусство, 1960
- Рокуэлл Кент. Живопись. Графика, М., изд. АХ СССР, 1962, 1963
- Антуан Ватто, М., Искусство, 1963
- Джон Констебль, М., Искусство, 1968
- Рафаэль Сойер, 1968
- Импрессионисты, М., Искусство, 1971
- Allgemeine geschichte der Kunst, 1973
- Мои художники. Избранные статьи об искусстве от времен древней Греции до двадцатого века, М., Советский художник, 1974
- Искусство Соединенных Штатов Америки. 1675—1975. Живопись. Архитектура. Скульптура. Графика, М., Искусство, 1976
- Статьи об искусстве Франции, Англии, США, сборник статей, 1978
- Эдуард Манэ, М., Искусство, 1985
- Наследники мятежной вольности, М., Искусство, 1989

Русское и советское искусство
- Д. А. Шмаринов, 1949
- С. А. Чуйков, 1952
- Е. А. Кибрик, 1955
- Книжная и станковая графика за 15 лет, Изогиз, 1933
- Пути развития русской советской книжной графики, сборник статей, М., 1955
- Страницы истории советской живописи и советской графики, 1984

Воспоминания
- Моя жизнь и люди, которых я знал, (изданы в 2006 г.).